# Cyclophora gosina
Cyclophora gosina là một loài bướm đêm trong họ Geometridae.